# وینسنت و تئو
وینسنت و تئو (انگلیسی: Vincent & Theo) فیلمی در ژانر زندگینامه‌ای در مورد نقاش هلندی وینسنت ون گوگ و برادرش تئو به کارگردانی رابرت آلتمن است که در سال ۱۹۹۰ منتشر شد. در این فیلم تیم راث در نقش وینسنت و پال ریس در نقش تئو بازی کرده‌است.

## بازیگران
- تیم راث
- پال ریس
- ژان-پیر کسل
- ژان-پیر کاستالدی
- یوهانا تر اشتیخه
- فئودور آتکین